# 独立総合研究所
株式会社独立総合研究所（どくりつそうごうけんきゅうじょ、英: Japan's Independent Institute Co., Ltd.）は、青山繁晴を含めた三菱総研OBが設立した独立系シンクタンクである。

## 概要
2002年4月、創業者である青山繁晴が三菱総研時代の仲間数人と独立し、東京都港区竹芝にて有限会社独立総合研究所を設立。
「日本で初めての『Independent Thinktank』」として、「いかなる組織や団体からも独立し、いかなる補助金の類も受けず、完全なる公平・客観の立場から、企業、社会、祖国、世界に寄与する調査研究を行う」を社是として掲げている。
2004年6月、有限会社から株式会社へと組織変更。
また、「特定の企業、団体、金融機関などのバックを一切持たず、いかなる支援も受けず、純粋に独立して調査・研究を行う」としており、寄付等も一切拒否をしている。社員数は11人前後で推移している、男女比では女性の方が多い。
青山の個人事務所として見られることもあるが、青山自身はこれを否定している。
2016年6月30日付人事にて、代表取締役だった青山繁晴が第24回参議院議員通常選挙出馬に伴い退任し、長男である青山大樹が代表取締役社長に就任。但し、青山繁晴に対して業務委託にて危機管理、政策研究及び情報発信事業の発注をしている。
2021年4月1日付人事にて、社長であった青山大樹が取締役へ就き、取締役である青山千春が代表取締役社長に就任。

## 事業内容

### 研究本部
- 社会科学部

安全保障、テロ対策、広報戦略立案および広報・メディア対応トレーニング、経済・金融に関するコンサルティング、政治・外交・国際関係をめぐる政策立案・企業戦略プランニング・各国政府や海外企業との調整および交渉等
- 政府事業の受注
  - 「自衛隊業務における部外力の活用促進等に関する海外事例調査」（2008年6月20日）
  - 「国際原子力機関(IAEA)の核物質防護に関する動向調査」（2008年10月17日）
  - 「安全保障上重要な物資・技術に関する技術動向、生産及び調達調査」（2008年11月12日）
  - 「諸外国におけるテロ事件被害者等への経済的支援に関する調査」（2008年12月19日）など。
  - リスクコントロール、リスクヘッジをめぐる諸策の提案、テロ・災害等の予防策および対応策の助言、施設の防護体制の見直し等
- 危機管理顧問
- 研修生受け入れ
  - 国家公務員、地方公務員、民間企業社員、大学教職員、大学あるいは研究機関に属する研究者等に対する研修の実施
- 自然科学部

海洋音響工学・海洋資源探査、海洋物理学・海洋シミュレーションモデル、国民保護計画と地理情報システム、インフラ防護、その他海洋関連全般に関する業務。現在では、表層型メタンハイドレートの賦存量調査及びガス化算出、輸送技法の調査を自治体から請け負っている。
- 教育科学部（準備室）

2016年時点での義務教育の4、3、3制では無く、寺子屋教育の様な年齢で分けない教育を、既存の学校で行う事業を行う予定なので「準備室」と定められている。

### 情報発信部
- 東京コンフィデンシャル・レポート（略称：TCR）

2000年2月にスタートした会員制の情報配信システム。経済から、政治、外交・国際関係、国家安全保障・防衛、社会問題までを包含、報道では表れることのない事実、分析、予測を内政、外交、国防、経済等の情報を配信している。会員カテゴライズによって、配信されるレポートの数やサービスの差異があり、年1から2度程、購読者からの質問を受ける懇話会の場を設けている。
- インディペンデント・クラブ（英: The Independent Club、略称：IDC）

2011年6月からスタートした会員制のクラブ。「能動的に考える事が出来る国民」として、青山繁晴と現場を歩く事を目的に国会、総理大臣官邸、陸上、海上、航空自衛隊駐屯地、関西電力美浜発電所の見学、靖国神社での昇殿参拝等を通し、現場で働いている人間と議論をする。
2015年7月時点の会員数は600人程で、新規会員のキャンセル待ちが5000人を超えてる状態であった。キャンセル待ちを全部入会案内しない理由は、「青山繁晴と触れ合う機会が時間的に不可能になる」と総務部の見解を示しいていた。しかし、2019年以降のキャンセル待ちからの新規会員申込みの受付を停止していた状態で会員退会者が自然増した事で、2022年度時点で360人程になっていた。その為、2023年度から再び追加枠を設け450人程である。
- 独立講演会

2011年5月21日に東日本大震災震災チャリティとしてスタートした、主催講演会。毎月偶数、奇数月に分けて東京都もしくは京阪神地域で開催している。基本的には4時間30分の講演会で、前半、青山繁晴の話、後半は聴講者からの質問に答える形式を採用。2020年7月時点で、100回開講している。